# 南林寺 (鹿児島市)
南林寺（なんりんじ）は、薩摩国鹿児島城下松原通町（現在の鹿児島県鹿児島市南林寺町）にかつて存在した曹洞宗の寺院。山号は「松原山（しょうげんさん）」であった。

## 沿革

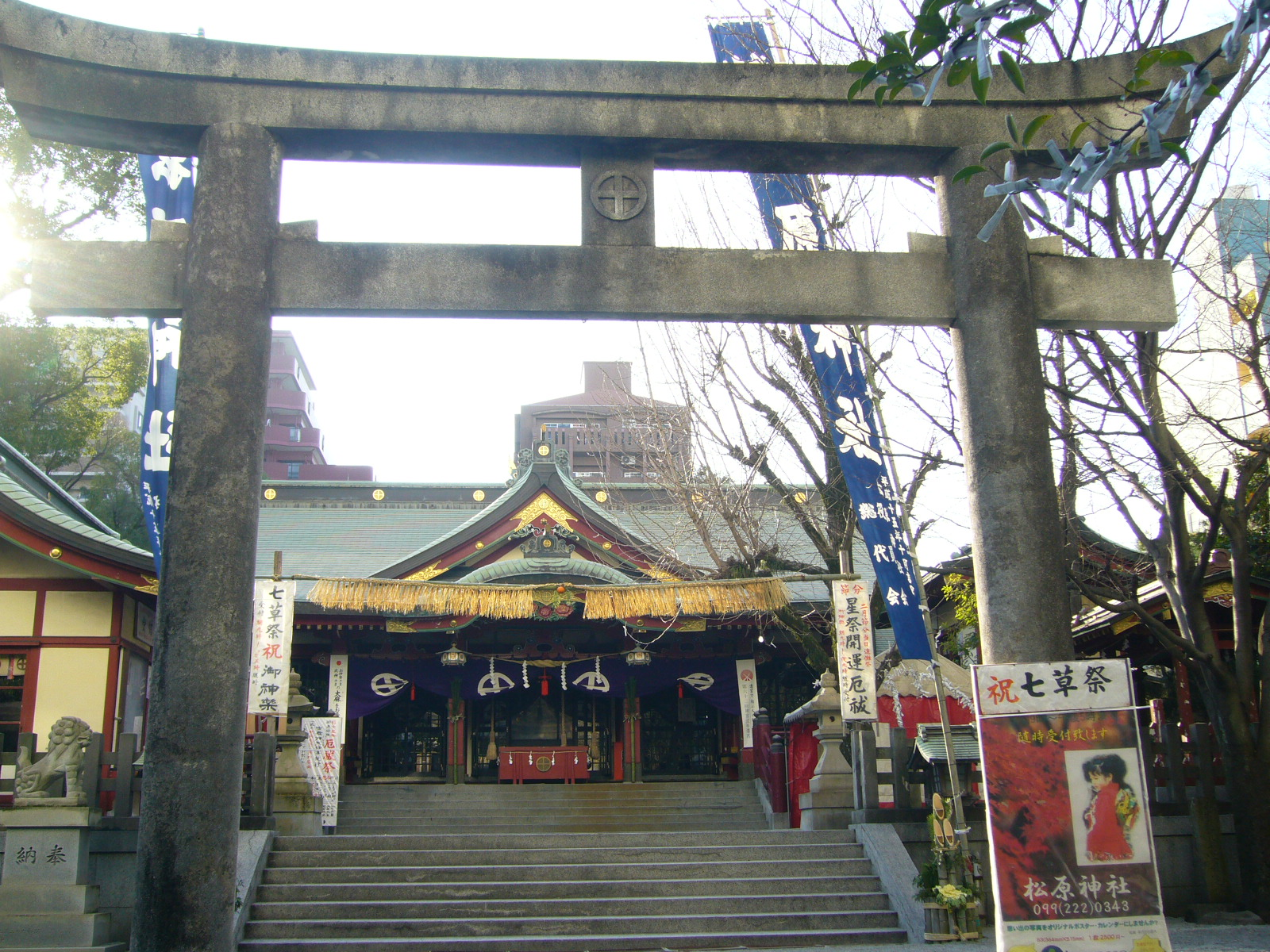
松原神社

弘治3年（1557年）、島津氏15代当主であった島津貴久によって福昌寺の末寺として建立、貴久死後はその菩提寺となる。宝暦6年（1756年）10月の「松平又三郎家中分限帳」での寺社高400石。寺内に末寺の源舜庵などが併設されていた。
明治2年（1869年）の廃仏毀釈により堂宇は破却され、跡地（松原町）には島津貴久を祭神とする松原神社が建立された。境内は明治時代には遊興の地としてにぎわっていたという。
明治40年（1907年）、桐畑徳峻より永平寺の出張所として再興されたが、1916年（大正5年）9月、寺号を取り消され廃寺となった。後継寺院として大中寺が創立された。
残った墓地の方はそのまま市民墓地として供用されたが、大正8年（1919年）鹿児島市の市街地拡大により撤去され、ほとんどの墓石は鹿児島市営の草牟田墓地、郡元墓地、露重墓地、興国寺墓地へ移転させられた。南林寺墓地には約13万5千基の墓があったが、墓地廃止後に無縁墳墓3500余が残った。このうち著名人の墓を「南林寺由緒墓」として残している。墓地廃止に伴い鹿児島市は無縁墳墓台帳を作成し庁内に保管し閲覧に供していたが、現在この台帳は廃棄したとしている。

## 南林寺由緒墓
南洲寺の隣りに、南林寺墓地にあった名士の墓をまとめたものである。幕末の藩士や剣術家の墓が多い。なお1列目は南洲寺及び月照の墓から一番遠く、4列目は南洲寺及び月照の墓に近い側にある。。
1列目
- 愛甲喜春 学者、島津光久家庭教師（志布志町に鹿児島県指定文化財の本墓有り）
- 安藤今三郎
- 井上新右衛門
- 徳田小藤次 藩士・兵法家、安永5年に奄美大島に島流し[6]。
- 山田翠亭
- 赤塚源六 藩士・海軍創設功労者
- 河野浄助 戊辰戦争戦死者
- 戸次彦之助 福岡藩士・脱藩後、客死。
- 橋口与三次兼明
- 児玉金鱗 儒学者
- 清水源左衛門 藩士・近思録党の主要人物。近思録崩れで切腹。[6]
- 祐中
- 宮原主水正正清 刀工
- 薬丸刑部左衛門入道如水[6]剣術家
- 吉田長清 吉田大蔵子息
- 細田四郎兵衛 剣術家

2列目
- 阪本清彦
- 雨的
- 宮下文蟻
- 阿曽美久永 戊辰戦争戦死者
- 橋口与助 戊辰戦争戦死者
- 岩下半之助 戊辰戦争戦死者
- 森山新五左衛門永治
  - 尊王攘夷派の志士、森山永賀の息子。寺田屋騒動で藩主の使者に抵抗したとして死罪となり切腹。
- 篠崎彦十郎橘伸苗
  - 島津斉彬の側役である名越彦太夫高房の次男[7]。薩摩藩江戸藩邸留守居役。慶応3年12月25日 (旧暦)、江戸幕府の命により庄内藩が藩邸を襲撃し戦死。
- 迫田太次右衛門
  - 戒名「風松堂清山涼心居士」、薩摩藩郡奉行。西郷隆盛の上司であり、不作時でも年貢取り立てを手加減しないようにするとした酷薄な藩の政策と対立して辞職した。
- 山本正誼
  - 藩士・造士館初代教授、『島津国史』編者。近思録崩れに巻き込まれ、その一部始終を「文化朋党実録」として残す。
- 宮原清右衛門正行
- 東郷実羔
- 猪谷徳蔵
- 東郷実行、藩士・日置流弓術師範[6]。
- 東郷重張、藩士・日置流弓術師範[6]。実行先祖。
- 平田翠屏、藩士・諱は宗高。[6]
- 坂本廉四郎清東 剣術家

3列目
- 美玉三平 生野の変で平野国臣と挙兵したが失敗し戦死。
- 後醍院真柱 国学者・吉備津神社宮司
- 入佐助八 戊辰戦争戦死者
- 二階堂右八郎 戊辰戦争戦死者
- 伊地知愛四郎 戊辰戦争戦死者
- 森山新蔵平永賀
  - 幕末の西郷隆盛派の藩士。島津久光と対立し山川港の船中に軟禁される。その後、寺田屋騒動で息子が死んだことを知り、自刃。
- 吉村遍宜 医者
- 末川久救 藩士・垂水島津家次男家の末川家祖、島津重豪母方叔父。
- 森元貞興
- 森元貞謙
- 森元貊
- 平瀬一鷗　藩士・平瀬治右衛門のこと[6]。
- 某 無銘
- 平田大監物　藩士・薩摩藩の水野流居合師範の祖[6]。
- 入田養徳

4列目
- 加藤清風 藩士・天真流[6]。
- 松恵丸慰霊墓
- 加賀武兵衛
- 志賀親
- 薬丸半左衛門 藩士・剣術家、薬丸自顕流師範。大山綱良らの師匠。
- 山之内次郎 戊辰戦争戦死者
- 東郷愛之進實古 薩摩藩英国留学生の一人で、戊辰戦争で戦死。
- 指宿五左衛門平永健
  - 示現流剣士。八月十八日の政変後、七卿落ちで福岡にいた五卿を京都へ送る警護の途中、大坂で襲撃され奮戦の末、戦死。
- 橋口傳蔵伴兼備 尊王攘夷派の志士、寺田屋騒動で死去。
- 橋口与三次兼甫
- 橋口杏庵
- 小倉喜藤太 金山奉行
- 児玉図南 儒学者
- 薬丸刑部左衛門・剣術家[6]
- 東郷長左衛門・薩摩藩日置流弓術師範の祖。重張の伯父にして養父[6]。
- 柏木源藤

## 備考
鹿児島市内にある「いづろ通り」は漢字では石灯籠と書き、かつて南林寺の石灯籠が立っていたことに由来する。